# Robert von Mohl
Robert von Mohl (født 17. august 1799 i Stuttgart, død 4. november 1875 i Berlin) var en tysk retslærd og politiker, dattersønnesøn af J.J. Moser, bror til Hugo och Julius von Mohl.
Både på fædrene og mødrene side udgik Mohl fra højtbegavede slægter, og blandt de berømte brødre Mohl indtager Robert von Mohl
en fremtrædende plads. Uden filosofisk begavelse eller trang til dybere erkendelsesteoretiske undersøgelser, men i besiddelse af en sjælden litterær viden, logisk, praktisk, nøgtern og samvittighedsfuld, udførte Mohl et pionerarbejde i statsrettens tjeneste.
Til docentvirksomheden var von Mohls tilbøjelighed kun kølig, han var heller ingen første rangs taler, men skribent var han med liv og sjæl, en bogelsker og bogkender som få. Dr. jur. blev han 1821 og 1824, efter udgivelsen af Das Bundes-Staatsrecht der Vereinigten Staaten von Nord-Amerika, I (1824) professor extraord. i Tübingen.
1827 blev han professor ord. sammesteds og 1836—44 tillige overbibliotekar ved universitetsbiblioteket samesteds, i hvilken egenskab han foretog en nyskabelse af biblioteket og i det hele ved sin energi og sit administrationstalent skaffede sig navn som en af Tysklands evnerigeste biblioteksmænd i 19. århundrede.
Et mod von Mohls vidende og vilje 1845 offentliggjort privatbrev med kritiske bemærkninger om regeringen, særlig indenrigsminister Johannes Schlayer, gav regeringen anledning til at udnævne von Mohl til regeringsråd i Ulm; som svar herpå tog han straks sin afsked og levede som privatmand, indtil han 1847 udnævntes til professor ord. i Heidelberg.
1845—46 var han Medlem af Andetkammeret i Württemberg, 1857—73 af Førstekammeret i Baden. 1848 trådte von Mohl ind i det tyske Parlament, udnævntes s. A. til Rigsjustitsminister og virkede som saadan med kraftigt Initiativ: Rigsvekselloven, Udkast til en alm. Handelslovbog, Undertrykkelse af Spillebankerne med mere.
Sammen med Heinrich von Gagern nedlagde von Mohl 1849 sit Ministerembede og vendte tilbage til Professoratet i Heidelberg, blev 1861 badisk Gesandt ved den tyske Forbundsdag i Frankfurt a. M., 1866 Medlem af Forbundslikvidationskommissionen, 1867 Gesandt i München, 1871
Præsident for Overrentekamret i Karlsruhe, 1874 Medlem af Rigsdagen.
Både som professor, minister og Diplomat udfoldede M. en ualmindelig rig og frugtbar Forfattervirksomhed. Paa den positive Statsrets Omraade er hans Hovedværk den berømte »Das Staatsrecht des Königreiches Württemberg« (I—II, 1S29 og 1831, 2. Oplag 1840), der blandt andet efterfulgtes af »Die Polizei-Wissenschaft nach den Grundsätzen des Rechtsstaates« (I—III, 1832-34, 3. Opl. 1866), »Das deutsche Reichsstaatsrecht. Rechtliche und politisene Erörterungen« (1873) og »Kritische Bemerkungen uber die Wahlen zum deutschen Reichstage« (1874), for den almindelige statsrets vedkommende fortrinlige Monografier: »Die Verantwortlichkeit der Minister in Einherrschaften mit Volksvertretung« (1873) med mange historiske eksempler, blandt andre Severin Løvenskiold, og »Die Encyklopadie der Staatswissenschaften« (1859, 2. Opl. 1872).
En litterærhistorisk Bedrift af første Rang udførte M. i sit monumentale Værk »Die Geschichte und Litteratur der Staatswissenschaften« (I—III, 1855, 1856 og 1858), der indeholder en Række mesterlige Monografier; i Afsnittet »Statsromaner« (I, S. 195—96) bemærker han, at han finder mere Vid end Smag og Plan i Holbergs »Niels Klim«. Spredte Afh. samlede M. i »Staatsrecht, Volkerrecht und Politik« (I—III, 1860—69).
Mohl var 1842—56 Medudgiver af det af K.J.A. Mittermaier og K.S. Zachariä 1827
stiftede "Kritische Zeitschrift für Rechtswissenschaft und Gesetzgebung des Auslandes" og
den egentlige Stifter (1844) af "Zeitschrift für die gesammte Staatswissenschaft". Mohls glimrende
skrevne »Lebens-Erinnerungen« (I—II, 1902. Udg. af Dietrich Kerler) hører til den nyere tyske
Memoirelitteraturs mest fremragende Værker. Det suppleredes ved et ligeledes af Kerler udg.
lille Skrift »Kissingen vor 60-Jahren. Badebriefe eines deutschen Professors R. v. M.«